# Мюррей Лейнстер
Мюррей Лейнстер (англ. Murray Leinster; 16 июня 1896 — 8 июня 1975) — американский писатель-фантаст. Настоящее имя — Уильям Фицджеральд Дженкинс (англ. William Fitzgerald Jenkins).

## Биография
Родился в Норфолке, штат Виргиния.
Печатался в журналах The Saturday Evening Post, Liberty и Collier’s. Кроме НФ рассказов написал сценарии к 14 фильмам, а также сотням радио- и телепостановок, многие из которых стали основой сериалов.
Рассказы Лейнстера начали появляться в конце двадцатых годов XX века сначала в дешевых журналах уровня Weird Tales, а затем, в тридцатых годах, и в Astounding Science Fiction. После Второй мировой войны, в «золотой век» фантастики Уильям подписывал рассказы как Уильям Фицджеральд или Уилл Ф. Дженкинс, если «Лейнстеру» уже удалось продать рассказ в какой-нибудь номер.
Дженкинс был в армии двух мировых войн: в пехоте во время Первой мировой и старшим редактором в министерстве военной информации (англ. Office of War Information) во время Второй мировой войны.

### На русском языке издавались
- Мюррей Лейнстер. Первый контакт. Серия «Шедевры фантастики». — М.: Эксмо, СПб.: Домино, 2006 г. — С. 1024. — ISBN 5-699-15625-9.
- Мюррей Лейнстер. Туннель времени.-- Киев: Зовништоргвидав Украины, 1992. — ISBN 5-85025-083-2.
- Мюррей Лейнстер. Оружие — мутант. Серия «Джокер». сборник фантастических повестей «Инспектор-призрак». Рипол, ТПО «АСПЕКТ», Джокер, 1993. ISBN 5-87012-004-6